# Братунь Ростислав Андрійович
Ростисла́в Андрі́йович Брату́нь (7 січня 1927, Любомль (Волинь) — 8 березня 1995, Львів) — український поет, громадський та державний діяч.

## Життєпис

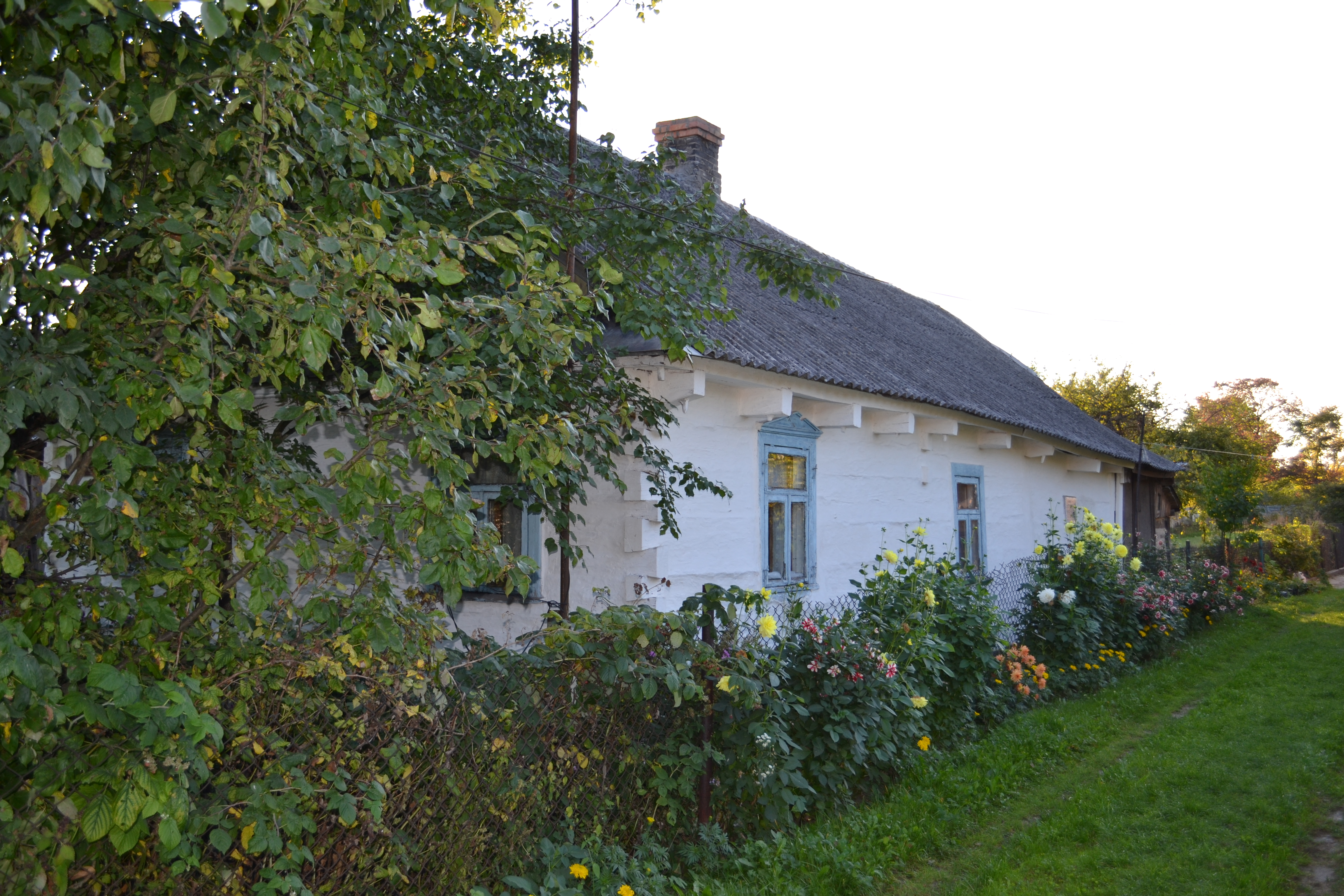
Любомльський будинок, у якому народився Ростислав Братунь. У 1898 році у ньому народилася тітка Ростислава — Наталія Ужвій

Син українського педагога та громадсько-політичного діяча, посла польського сейму Андрія Братуня та Оксани Ужвій, рідної сестри української актриси Наталі Ужвій. В юності підтримував зв'язок із юнацькою мережею ОУН. 1950 — закінчив Львівський державний університет ім. І. Франка. Ще студентом видав збірку поезій. Член КПРС з 1954 р.
Дружина Неоніла — дочка поета-партизана Миколи Шпака (його пам'яті присвячена пісня В. Івасюка «Юнацька балада»), Заслужений журналіст України.
Після закінчення університету (1950) працював журналістом.
У 1963—1966 рр. був головним редактором журналу «Жовтень» (сьогодні «Дзвін»), друкував твори заборонених режимом письменників, зокрема Б.-І. Антонича і В. Гжицького.
У 70-ті роки відмовився бути «закритим цензором» (піддавати жорсткій критиці) праць дисидентів братів Горинів, В'ячеслава Чорновола, Ігоря та Ірини Калинців.
Один із співорганізаторів Клубу творчої молоді у Львові. Згодом стояв біля витоків об'єднання львівської інтелігенції «Львівська бесіда».
Писав слова до пісень Володимира Івасюка та інших композиторів.
До 1979 року очолював Львівську організацію спілки письменників.
1987–1995 — був активним учасником громадсько-політичних процесів в Україні.
1987 — став «хрещеним батьком» Товариства Лева у Львові.
1989 — обраний народним депутатом СРСР (перший демократичний депутат від західного регіону України), обстоював українську національну символіку.
Особливо яскраво дар патріота-публіциста, політика найвищого рівня, розкрився в Братуневі під час його праці у Москві.
На з'їздах народних депутатів СРСР його позиція викликала повагу російських демократів і представників республік Балтії (особисто дружив з Альгірдасом Бразаускасом, який представляв Литву). Його позиція щодо незалежності України була категоричною — це він сказав Михайлові Горбачову: «А Україна буде вільною!».
1993 — підняв український національний прапор над «Гетьманом Сагайдачним» — флагманом Військово-Морських Сил України.
Мешкав у Львові на вул. Грицая, будинок № 8.
Похований на Личаківському цвинтарі (поле № 67).
Нагороджений орденами СРСР — Дружби народів і «Знак Пошани».
7 січня 2017 року на державному рівні в Україні відзначався ювілей — 90 років з дня народження Ростислава Братуня.

## Творчість
Автор поетичних збірок «Вересень» (1949), «Пісня про волю» (1953), «Вогонь» (1956), «Я син України» (1958), «Буйноцвіт» (1964), «Ватра» (1966), «Перехрестя» (1969), «Вітрила моєї долі» (1971), «Грані віку», «Одержимість» (1976), «Цвіт жоржин» та ін.
Також він написав кілька книжок, статей, памфлетів: «Крапка без „і“» (1959), «Людина розправляє крила» (1961), «Слово гніву» (1975). Братунь є автором лібрето опери «Зарево» (1975).
Написав слова до близько 30 пісень Володимира Івасюка, також до пісень Мирослава Скорика («Не топчіть конвалій» – перший український твіст), Анатоля Кос-Анатольського, Євгена Козака, Богдана-Юрія Янівського, Віктора Камінського, Ігора Білозора, Валерія Маренича, Ісидора Вимера, Василя Кулицького,  Михайла Манулюка, Павла Дворського.

## Критика
Валерій Марченко у своїй статті «За параваном ідейності», що на суді 1973 року інкримінувалася йому як злочин перед радянською владою, так відгукувався про творчість Братуня:
|  | Ми розглянули твори...досить численного загону письменників, за чиєю допомогою радянські можновладці утверджують своє панування на Україні; ласі шматки, що перепадають найвідданішим, повинні стимулювати акт творення, і вони, природно, роблять свою справу. На обріях нашої літератури, окрім старих кадрів культівських часів (Натана Рибака, Леоніда Новиченка, Юрія Збанацького), з'являється чимало нових письменників-підприємців: Павло Загребельний, Микола Сингаївський, Олесь Лупій, Ростислав Братунь. Продукуючи романи, драми, поезії, статті на правильні теми, гурт оцих вельми далеких від культури свого народу митців «чесно» заробляє на хліб. Твори багатьох із них написані досить вправною рукою графомана, тому непідготованому читачеві за напруженим сюжетом та розмаїтою образною системою важко помітити його ідейну недолугість і навіть реакційність. А це й потрібно авторові та верхнім «десяти тисячам» які спонукають його до письма відрегульованою системою заохочень. |

## Збірки

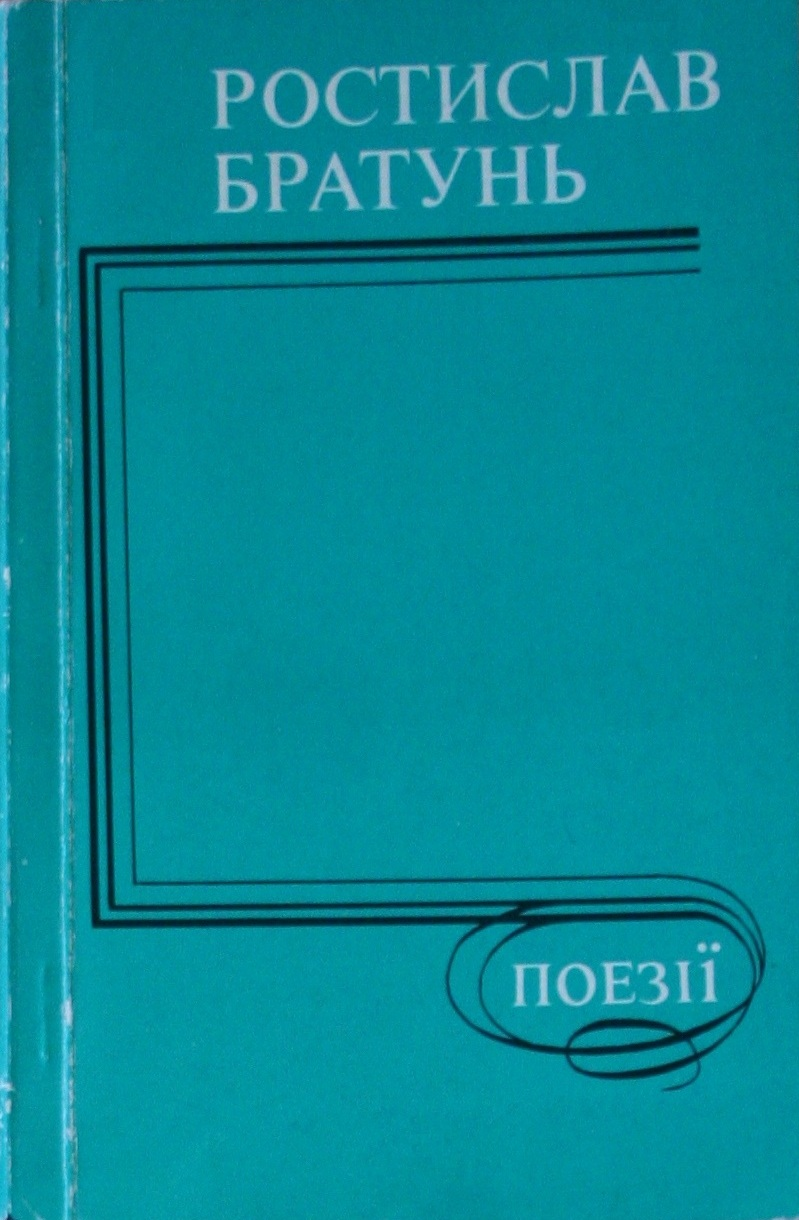
Збірка поезій «Поезії» (1977)

- Вересень. – Київ: Радянський письменник, 1949
- Світанки (1950)
- Пісня про волю (1953)
- Вогонь. – Львів: Каменяр, 1956
- Я — син України. – Київ: Вид-во художньої літератури, 1958
- Крапка без «і» (1959)
- Пора любові. – Львів: Каменяр, 1960
- Цвіт жоржини. – Київ: Молодь, 1960
- Грудка землі (1962)
- Канадська книга. – Київ: Вид-во художньої літератури, 1963
- Буйноцвіт. – Львів: Каменяр, 1964
- Ватра. – Київ: Дніпро, 1966
- Перехрестя (1969)
- Вітрила моєї долі. – Київ: Вид-во художньої літератури, 1971
- Одержимість. – Львів: Каменяр, 1974
- Слово гніву (1975)
- Грані віку (1976)
- Поезі. – Львів.: Каменяр, 1977
- Різьба доріг (1979)
- Вибране в 2-х томах. – Київ: Видавництво художньої літератури, 1979
- Батьківський заповіт. – Київ: Радянський письменник, 1981.
- Білі троянди. – Київ: Музична Україна, 1982
- Двобій (1985)
- Літо пізніх жоржин. – Львів: Каменяр, 1987[8]
- Глибини часу не міліють. - Львів: Світ, 2012.
- Забутої мелодії нагадую мотив. – Львів: Сполом, 2017

## Відзнаки
Нагороджений відзнакою Всеукраїнської правозахисної організації «Меморіал імені В. Стуса» «За вірність»

## Вшанування

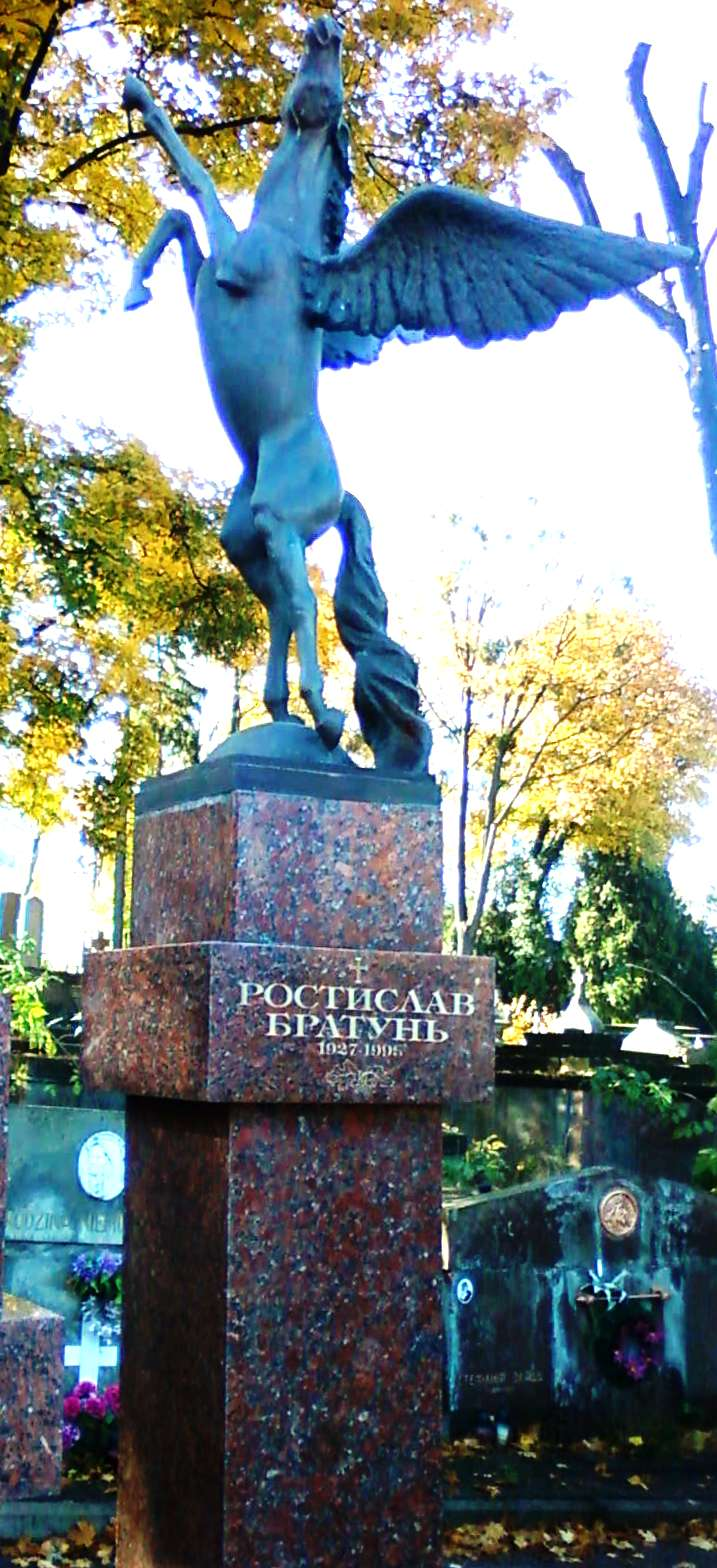
Пам'ятник на могилі поета

Іменем Ростислава Братуня названі вулиці в містах України:
- Вулиця в місті Ковель Волинської області.
- Вулиця в місті Львів з 2009 року (раніше Албанська[9])
- Вулиця в місті Любомль Волинської області.